# Julien Darui
Julien Darui, parfois orthographié Da Rui, né le 16 février 1916 à Oberkorn (Luxembourg) et mort le 12 décembre 1987 à Dijon (Côte-d'Or), est un footballeur luxembourgeois naturalisé français  puis entraîneur. Il joue au poste de gardien de but du milieu des années 1930 au milieu des années 1950.
Formé à l'Olympique Charleville, il joue ensuite notamment à l'Olympique lillois puis au Red Star Olympique, avec qui il remporte la Coupe de France en 1942, au Lille OSC et au CO Roubaix-Tourcoing où il obtient le titre de champion de France en 1947. Il termine sa carrière en tant qu'entraîneur-joueur au CORT puis au SO Montpellier.
International, il compte 25 sélections en équipe de France entre 1939 et 1951 et participa notamment à la Coupe du monde 1938 en France. En 1999, il est élu « meilleur gardien français du siècle », par le journal sportif L'Équipe.

## Biographie
Natif du Luxembourg en pleine Grande Guerre, Julien Darui passe son enfance en Lorraine dans la cité minière d'Audun-le-Tiche où ses parents tiennent un café depuis 1918. Alors qu'il n'est que junior dans le club local, sa réputation lui ouvre les portes du monde professionnel et Charleville lui offre son premier contrat à l'âge de 19 ans.

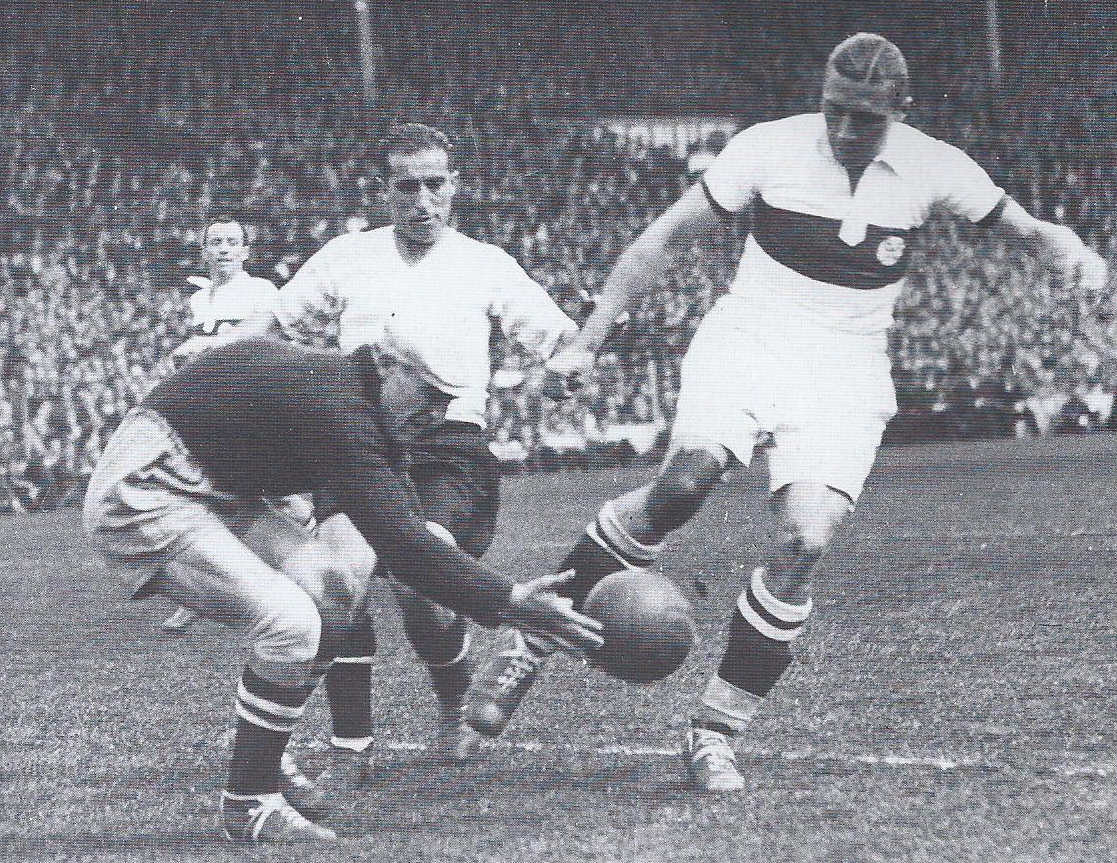
Arrêt de Julien Darui (à gauche) lors de la finale de la Coupe de France 1939.

Julien Darui est l'un des plus spectaculaires gardiens de but français. Il compense sa petite taille (1,69 m) par une détente exceptionnelle. Très brillant dans les sorties aériennes, il travaille également ses dégagements en forêt et est capable de relances au pied ou à la main d'une précision étonnante. À l'image de Pierre Chayriguès, il excelle également dans les sorties dans les pieds de ses adversaires. Il révolutionne le rôle de gardien : avec lui, le gardien n'est plus dans une position passive sur la ligne de but mais devient beaucoup plus actif et il prend part entière au jeu.
International à partir de 1939, il est aussi sélectionné comme gardien de but de l'équipe d'Europe qui affronte les Britanniques à Glasgow en 1947.
Pendant et après sa carrière de joueur il tente, sans succès, de se reconvertir comme entraîneur. Il dirige notamment le CORT Roubaix de 1949 à 1953, le SO Montpellier en 1953-1954 puis l'Olympique lyonnais en 1954-1955 et le CL Dijon en 1959-1960.
Il est engagé en 1957 par le cirque Jean Richard (direction et propriétaires Gruss-Jeannet), pour lequel il arrête des penalties sur la piste. Il quitte rapidement cet emploi et part ouvrir un café à Dijon où il entraîne un temps le club local.
Julien Darui est élu « meilleur gardien français du siècle », par le journal sportif L'Équipe, en 1999.
En 2022, le magazine So Foot le classe dans le top 1000 des meilleurs joueurs du championnat de France, à la 65e place.

## Palmarès
- Champion de France en 1947 avec le CO Roubaix-Tourcoing.
- Vainqueur de la Coupe de France en 1942 avec le Red Star Olympique.
- Finaliste de la Coupe de France en 1936 avec l'Olympique Charleville, en 1939 avec l'Olympique lillois et en 1945 avec le Lille OSC.

## Distinctions personnelles et records
- Élu gardien de but français du XXe siècle par le journal L'Équipe.